# Antonín Mánes

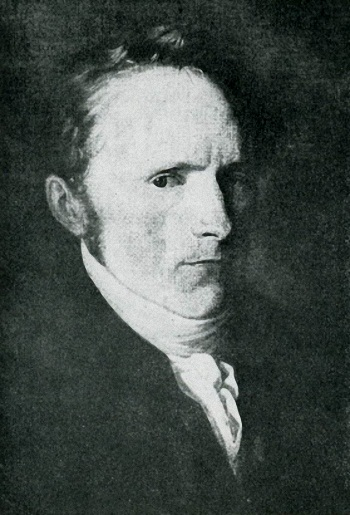
Antonín Mánes Selbstporträt

Antonín Mánes (* 3. November 1784 in Prag; † 23. Juli 1843 ebenda) war tschechischer Maler und Zeichner der Romantik.

## Leben
Der Sohn eines Müllergesellen brachte sich das Malen autodidaktisch bei, da seine Familie ein Studium nicht finanzieren konnte. Eine Zeit lang verdiente er sich ein Zusatzbrot in einer Prager Porzellanfabrik als Dekormaler. Erst 1806 trat er in die Kreisschule der Prager Akademie ein. Den größten Einfluss übte auf ihn die Arbeit im Atelier seines Lehrers und Malers Karel Postl aus. 1836 wird Mánes zum Professor der Landschaftsmalerei ernannt. 

## Werke
Von der Darstellung der idealen Landschaftsbilder wechselte er nach und nach unter Einfluss der deutschen Malerei zur Romantik, oft jedoch mit realistischen Elementen, die wiederum dazu führte, dass er großer Anhänger der holländischen Malerei des 17. Jahrhunderts wurde. Seine Bilder zeichnen sich aus durch lebendige Farben und den Versuch die Atmosphäre der Landschaft einzufangen.

## Kinder
- Josef Mánes, Maler und Illustrator
- Quido Mánes, Maler
- Amalie Mánesová, Malerin